# پتروشکا (باله)

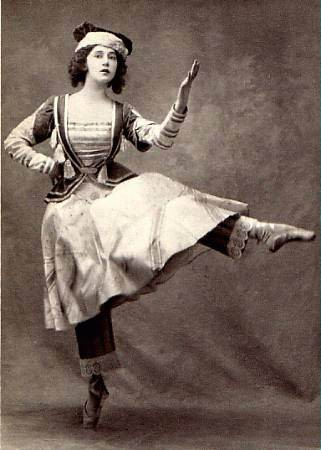
تامارا کارساوینا در نقش بالرین

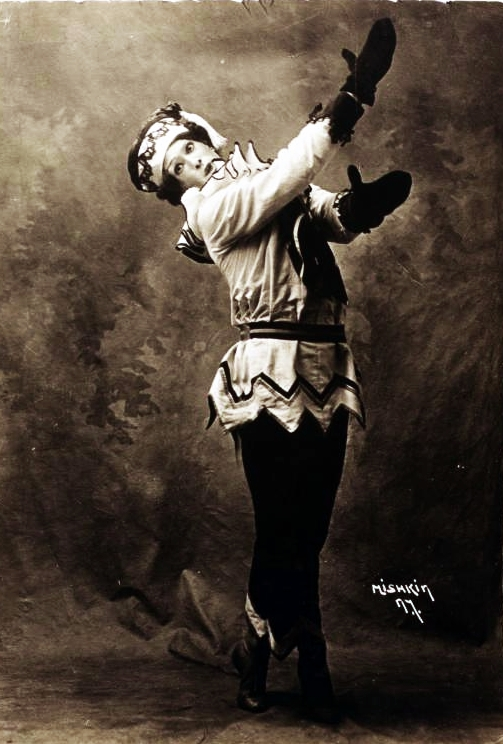
واتسلاو نیژینسکی در نقش پتروشکا

پِتروشکا (به روسی: Петрушка) باله‌ای بورلسک اثر ایگور استراوینسکی است که در چهار صحنه اجرا می‌شود. پتروشکا ساخت باله روس، اولین بار در ۱۳ ژوئن ۱۹۱۱ در تئاتر دو شاتلهٔ در پاریس اجرا و در سال ۱۹۴۷ بازنویسی شد. در اولین اجرا، طراحی رقص را میخائیل فوکین و طراحی صحنه و لباس را بنوآ که در تنظیم لیبرتو نیز کمک کرد، بر عهده داشتند. در آن اجرا واتسلاو نیژینسکی نقش پتروشکا را اجرا کرد و تامارا کارساوینا در نقش بالرین ظاهر شد.
پتروشکا داستان عشق و حسادت‌های سه عروسک خیمه‌شب‌بازی است. داستان آن در یک روز سه‌شنبه اعتراف در۱۸۳۰ در سن‌پترزبورگ روسیه اتفاق می‌افتد و در بازار شهر عروسک‌های یک شارلاتان: پتروشکا، بالرین و عرب (مور) زنده می‌شوند. پتروشکا عاشق بالرین می‌شود، ولی او عشق‌اش را رد کرده و مور را ترجیح می‌دهد. دل پتروشکا به درد آمده و عصبانی است، و مور را به مبارزه دعوت می‌کند. مور او را با شمشیرش می‌کشد. روح پتروشکا هنگام شب بالای تئاتر خیمه‌شب‌بازی می‌آید. او مشت‌اش را در برابر شارلاتان تکان داده، و دوباره می‌میرد.
پتروشکا موسیقی، رقص و هنر طراحی را در خود یک جا دارد. پتروشکا یکی از مشهورترین تولیدات باله روس است. امروزه این باله با طراحی‌های اصلی و اولیه خود اجرا می‌شود. گریس رابرت در سال ۱۹۴۶ در مورد آن نوشت: «گرچه بیش از سی سال از زمانی که اولین بار پتروشکا به اجرا درآمد می‌گذرد، موقعیت آن به عنوان یکی از بزرگترین باله‌ها بدون خدشه باقی مانده‌است. تلفیق عالی موسیقی، طراحی رقص، دکور صحنه و موضوع آن- تراژدی ابدی روح انسان- موجب جاذبه جهانی آن شده‌است.»

## عروسک‌های روسی
پتروشکا یک عروسک خیمه‌شب‌بازی است که در سراسر اروپا با نام‌های مختلفی شناخته شده‌است. نامش هر چه که باشد فردی شیاد و شورشی است که زنش را کتک می‌زند. عدالت اخلاقی را با دلقک‌بازی به اجرا درآورده، با تن بالا و صدای جیرجیر صحبت می‌کند و با شیطان مشاجره می‌کند. نمایش‌های فرمول‌وار و خرابکارانه بود. در هر نمایش صحنه‌های کلیدی تکرار می‌شد. نمایش‌های او معمولاً با یک سگ، یک پلیس یا شیطانی که او را کنار می‌زد تمام می‌شد.
آنای روسیه در قرن هیجدهم عروسک‌های خیمه‌شب‌بازی را به روسیه آورد. عروسک‌های خیمه‌شب‌بازی سرگرمی طبق اشراف بود. عروسک‌های چوبی از واردات آسیا بود. بیشتر در کریسمس با آن‌ها نمایشنامه‌های مذهبی اجرا می‌کردند. به‌هرحال، پتروشکا عروسکی بود که با دست گردانده می‌شد؛ و مردم معمولی خیلی آن را دوست داشتند. ان را در تئاترهای خیابانی و سالن‌هایی در فضای آزاد و در غرفه‌های کوچک قابل‌حمل یا صحنه‌هایی که افراد به راحتی می‌توانستند کنار آن جمع شده و متفرق شوند. بعد از انقلاب روسیه مسئولان پتروشکا را به داخل خانه‌ها فرستادند. آن‌ها مایل بودند به راحتی بتوانند بر توطئه‌ها نظارت کنند.

## داستان
صحنهٔ اول. صحنه بازار مکاره شرووه‌تاید سن پترزبورگ در سال ۱۸۳۰ است. جمعیتی از رعیت‌ها، پلیس، کولی‌ها و دیگران در جستجوی سرگرمی در اطراف میدان اَدمیرالتی سرگردان هستند. دو رقاص بازدیدکنندگان را سرگرم می‌کنند. در پشت صحنه اتاقک بزرگی مخصوص عروسک‌ها وجود دارد. دو سرباز عروسکی از اتاقک بیرون دویده و برای جلب توجه مردم روی طبل‌هایشان می‌زنند. شارلاتان جلوی اتاقک ظاهر می‌شود. پرده‌های اتاقک بالا می‌روند. سه عروسک، هر کدام در جای کوچکی دیده می‌شوند. یکی از عروسک‌ها که پوست تیره‌ای دارد مور است. دیگری بالرینی زیبا، و سومی پتروشکا است. هر سه جای خود را ترک می‌کنند تا در وسط صحنه پانتومیم اجرا کنند. مور و پتروشکا هر دو عاشق بالرین هستند، اما او مور را دوست دارد. پتروشکا حسودی کرده و شروع به جنگیدن با مور می‌کند. ناگهان شارلاتان پانتومیم را متوقف کرده و پرده می‌افتد.
صحنهٔ دوم. جز صدای طبل‌ها که شروع صحنه دوم را اعلام می‌کنند هیچ مقدمهٔ موسیقایی وجود ندارد. پرده‌ها بالا می‌روند ودری باز می‌شود. از میان در پتروشکا که کتک می‌خورد دیده می‌شود. او بر زمین می‌افتد. او حرکات خود را با cآرپژ ماژور و F♯ آکورد ماژور همراه می‌کند. (گروه کُر پتروشکا)
او با تردید ایستاده و مشتش را در برابر پرترهٔ شارلاتان که روی دیوار است تکان می‌دهد. پتروشکا روی زانوهایش می‌افتد و در حالیکه با اشاره ترحم به حال خود، عشق‌اش به بالرین و نفرتش از شارلاتان را نشان می‌دهد موسیقی تغزلی اوج می‌گیرد.
بالرین از گوشه‌ای وارد می‌شود. پتروشکا با دیدن او حرکات آشفته و عصبی و جهش‌هایی ورزشی انجام می‌دهد. بالرین ترسیده و با عجله دور می‌شود. پتروشکا با ناامیدی کف زمین می‌افتد. کلارینت‌ها او را مسخره می‌کنند. او به همراهی تمام ارکستر شارلاتان را نفرین می‌کند. برای لحظه‌ای از اتاق خود به جمعیتی که در اطراف میدان اَدمیرالتی جمع شده‌اند خیره می‌شود. در حالیکه کلارینت‌ها با گروه کر پتروشکا حرکات او را تقلید می‌کنند بر زمین می‌افتد. صدای یک ترومپت پایان یافتن صحنه را نشان می‌دهد.
صحنهٔ سوم. با بالا رفتن پرده صدای نواختن طبل به گوش می‌رسد. در حالیکه اتاق پتروشکا سرد و تاریک است، اتاق مور رنگ درخشانی دارد. دیوارها با درختان نخل، گل‌های عجیب و غریب و خرگوش‌های سفیدی که در اطراف جست و خیز می‌کنند و سنگ‌ریزه‌های بیابانی تزیین شده‌اند.
مور با تنبلی روی کاناپه لم داده و با یک نارگیل بازی می‌کند. چیزی درون آن وجود دارد! سعی می‌کند با شمشیرش آن را بشکند، ولی موفق نمی‌شود. فکر می‌کند نارگیل یک خداست و برای پرستش او جلویش خم می‌شود.
در باز شده و شارلاتان بالرین را به اتاق می‌آورد. بالرین جذب ظاهر زیبای مور می‌شود. او با یک ترومپت اسباب‌بازی آهنگ شادی را می‌نوازد، که در ارکستر ۱۹۱۱ با کورنت نواخته شد. مور سعی می‌کند با او برقصد ولی موفق نمی‌شود.
مور روی کاناپه نشسته و بالرین روی زانوهای او می‌نشیند و همدیگر را در آغوش می‌گیرند. آن‌ها سروصداهایی را در پشت در می‌شنوند. پتروشکا از سلولش آزاد شده و به اتاق هجوم می‌آورد تا بالرین را از فریب خوردن نجات دهد. پتروشکا به مور حمله می‌کند، اما خیلی زود می‌فهمد که خیلی کوچک و ضعیف است. مور پتروشکا را می‌زند. عروسک خیمه‌شب‌بازی برای نجات زندگی‌اش در حالیکه مور او را تعقیب می‌کند می‌گریزد. پرده‌ها می‌افتند.
صحنهٔ چهارم. صحنه دوباره بازار مکاره شرووه‌تاید است. غروب شده‌است. جمعیت سرگرمی زیادی دارد. یک خرس رقاص و نوازندهٔ دوره‌گرد ارگ‌دستی جمعیت را سرگرم می‌کند. دایگان در حال رقص هستند. ناگهان، پتروشکا از غرفه عروسک‌ها می‌دود. مور او را تعقیب کرده و با ضربه شمشیرش می‌کشد. جمعیت می‌ترسد. شارلاتان وارد می‌شود. او به جمعیت نشان می‌دهد که پتروشکا چیزی جز عروسکی که با کاه پرشده نیست. جمعیت در حال تعجب از آنچه دیده‌است به آرامی پراکنده شده و شارلاتان را تنها می‌گذارد. روح پتروشکا در بالای غرفه عروسک‌ها ظاهر می‌شود؛ و مشت‌اش را به طرف شارلاتان تکان می‌دهد. شارلاتان ترسیده و فرار می‌کند. پتروشکا در روی سقف غرفه عروسک‌ها غش می‌کند و در شب بازوهایش به جلو و عقب تاب می‌خورند.

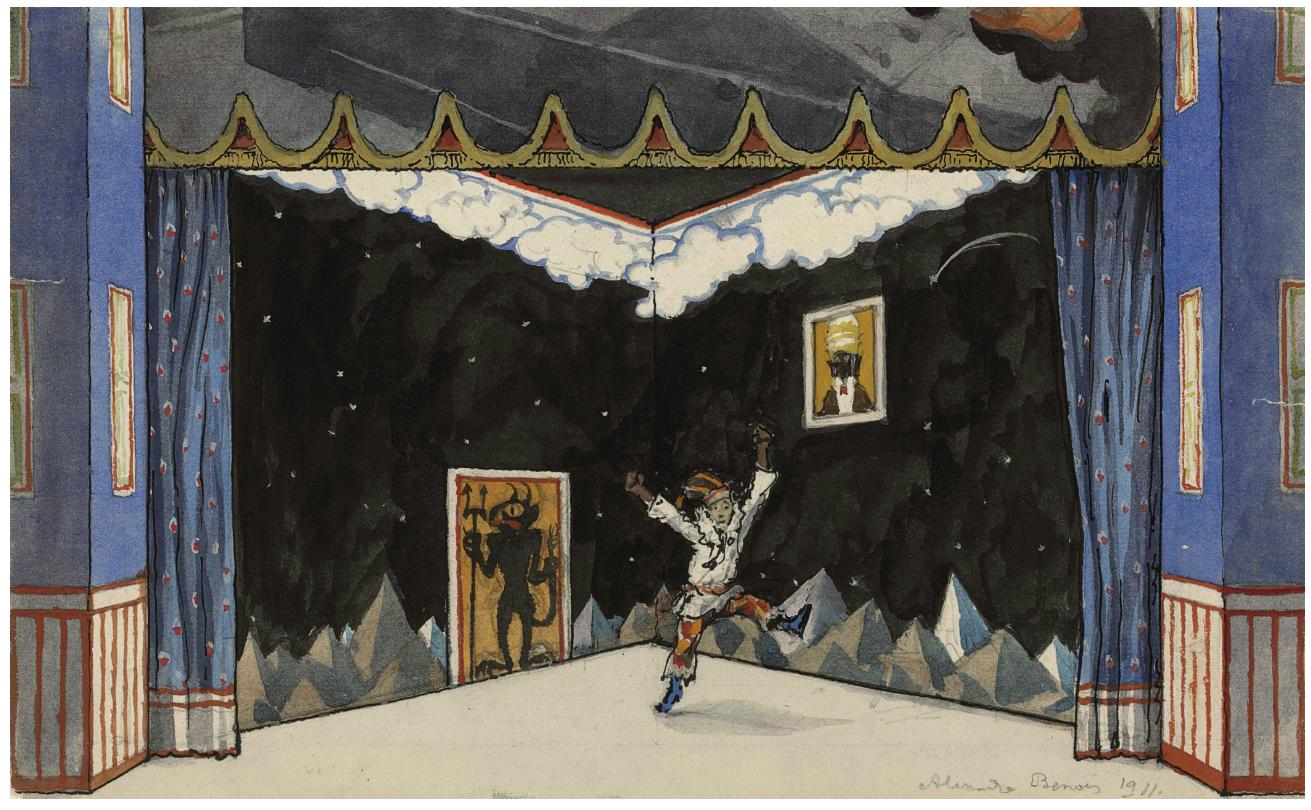
اتاق پتروشکا، طراحی بنوآ
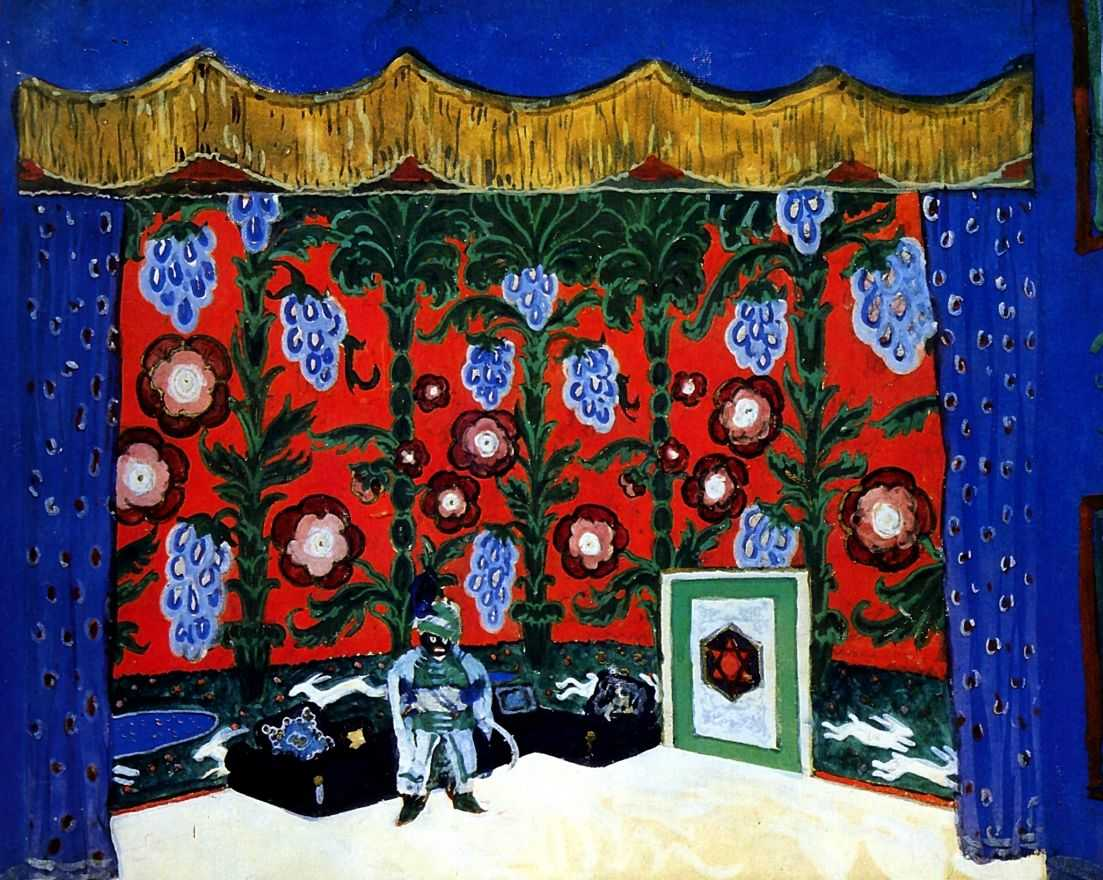
اتاق مور، طراحی بنوآ
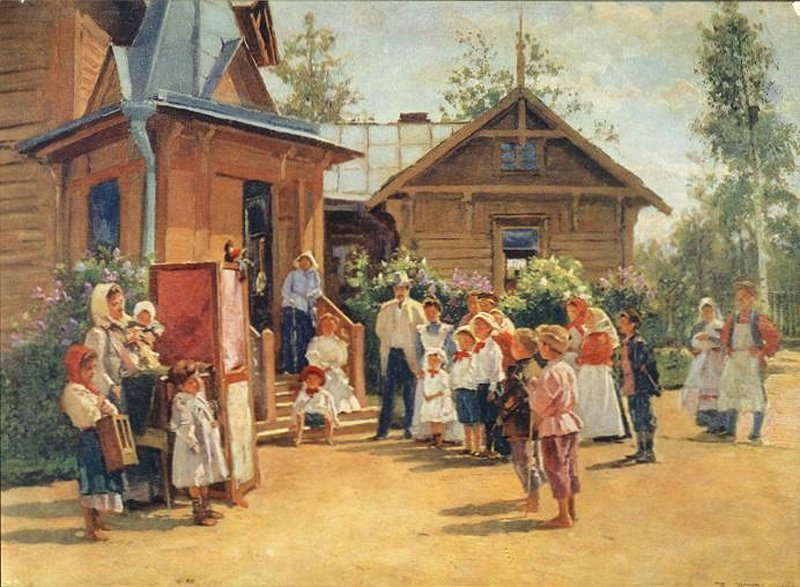
اجرای پتروشکا در یک روستای روسی، در سال ۱۹۰۸